# Bosna (Vršovice)
Bosna je zaniklá usedlost v Praze 10-Vršovicích, která stála na severním svahu vrchu Bohdalec poblíž železniční trati.

## Historie
Usedlost stála na samotě mezi novým vršovickým hřbitovem a železniční tratí. Od konce 19. století byl v jejím okolí těžen písek. Těžba způsobila narušení statiky domu a ten musel být zbořen. Číslo popisné přešlo později na novou budovu, postavenou na jeho místě.